# Măeriște
Măeriște (en hongrois Krasnahidvég) est une commune roumaine du județ de Sălaj, dans la région historique de Transylvanie et dans la région de développement du Nord-ouest.

## Géographie
La commune de Măeriște est située dans le nord-ouest du județ, sur la rive gauche de la rivière Crasna, à 14 km au nord de Șimleu Silvaniei, à 43 km au nord-ouest de Zalău, le chef-lieu du județ.
La municipalité est composée des six villages suivants (population en 2002) :
- Criștelec (607) ;
- Doh (304) ;
- Giurtelecu Șimleului (1 055) ;
- Măeriște (791), siège de la commune ;
- Mălădia (245) ;
- Uileacu Șimleului (488).

## Histoire
La première mention écrite de la commune date de 1351 sous le nom hongrois de Hydveg.
La commune, qui appartenait au royaume de Hongrie, faisait partie de la principauté de Transylvanie et elle en a donc suivi l'histoire.
Après le compromis de 1867 entre Autrichiens et Hongrois de l'empire d'Autriche, la principauté de Transylvanie disparaît et, en 1876, le royaume de Hongrie est partagé en comitats. Măeriște intègre le comitat de Szilágy (Szilágymegye).
À la fin de la Première Guerre mondiale, l'Empire austro-hongrois disparaît et la commune rejoint la Grande Roumanie.
En 1940, à la suite du deuxième arbitrage de Vienne, elle est annexée par la Hongrie jusqu'en 1944. Elle réintègre la Roumanie après la Seconde Guerre mondiale.

## Politique
Le conseil municipal de Măeriște compte 13 sièges de conseillers municipaux. À l'issue des élections municipales de juin 2008, Vasile lazar (PD-L) a été élu maire de la commune.
| Parti                                      | Nombre de conseillers |
| ------------------------------------------ | --------------------- |
| Parti démocrate-libéral (PD-L)             | 8                     |
| Parti national libéral (PNL)               | 3                     |
| Union démocrate magyare de Roumanie (UDMR) | 1                     |
| Parti social-démocrate (PSD)               | 1                     |

## Religions
En 2002, la composition religieuse de la commune était la suivante :
- Chrétiens orthodoxes, 83,93 % ;
- Réformés, 10,95 % ;
- Adventistes du septième jour, 2,88 % ;
- Pentecôtistes, 1,22 %.

## Démographie
En 1910, à l'époque austro-hongroise, la commune comptait 3 846 Roumains (77,32 %) et 973 Hongrois (19,56 %).
En 1930, on dénombrait 4 650 Roumains (82,11 %), 762 Hongrois (13,46 %), 45 Juifs (0,79 %) et 152 Tsiganes (2,68 %).
En 1956, après la Seconde Guerre mondiale, 5 605 Roumains (88,37 %) côtoyaient 713 Hongrois (11,24 %).
En 2002, la commune comptait 3 076 Roumains (87,78 %), 394 Hongrois (11,24 %) et 28 Tsiganes (0,79 %). On comptait à cette date 1 780 ménages et 1 792 logements.
| 1850  | 1880  | 1900  | 1910  | 1920  | 1930  | 1941  | 1956  | 1966  |
| ----- | ----- | ----- | ----- | ----- | ----- | ----- | ----- | ----- |
| 3 406 | 3 409 | 4 487 | 4 974 | 5 172 | 5 663 | 6 117 | 6 343 | 5 959 |

| 1977  | 1992  | 2002  | 2007  | - | - | - | - | - |
| ----- | ----- | ----- | ----- | - | - | - | - | - |
| 5 142 | 3 825 | 3 504 | 3 225 | - | - | - | - | - |

## Économie
L'économie de la commune repose sur l'agriculture (céréales, pommes de terre, légumes) et l'élevage.

## Communications

### Routes
Măeriște est située sur la route régionale DJ108F, à quelques kilomètres de la nationale DN1F Zalău-Satu Mare.

### Voies ferrées
La gare la plus proche est celle de Sărmășag à 5 km.

## Lieux et monuments
- Măeriște, église réformée (ancienne église d'une abbaye bénédictine) datant de 1260-1300.